# Przełęcz pod Suliłą
Przełęcz pod Suliłą – położona na wysokości 609 m przełęcz w Bieszczadach Zachodnich pomiędzy szczytami Suliły (759 m n.p.m.) i Fenków Wierchu (768 m n.p.m.). Na przełęcz można wjechać drogą od strony Turzańska.

## Szlaki turystyczne
- Sanok – Morochów – Pogary (641 m n.p.m.) – Suliła (759 m n.p.m.) – Przełęcz pod Suliłą – Dział (830 m n.p.m.) – Chryszczata (997 m n.p.m.)